# NGC 464
NGC 464 – gwiazda podwójna znajdująca się w gwiazdozbiorze Andromedy. W 1882 roku obserwował ją Wilhelm Tempel i błędnie skatalogował jako obiekt typu mgławicowego. W bazie SIMBAD oznaczenie NGC 464 nadano pobliskiej galaktyce LEDA 4721 (PGC 4721).